# Evangelium podle houslí

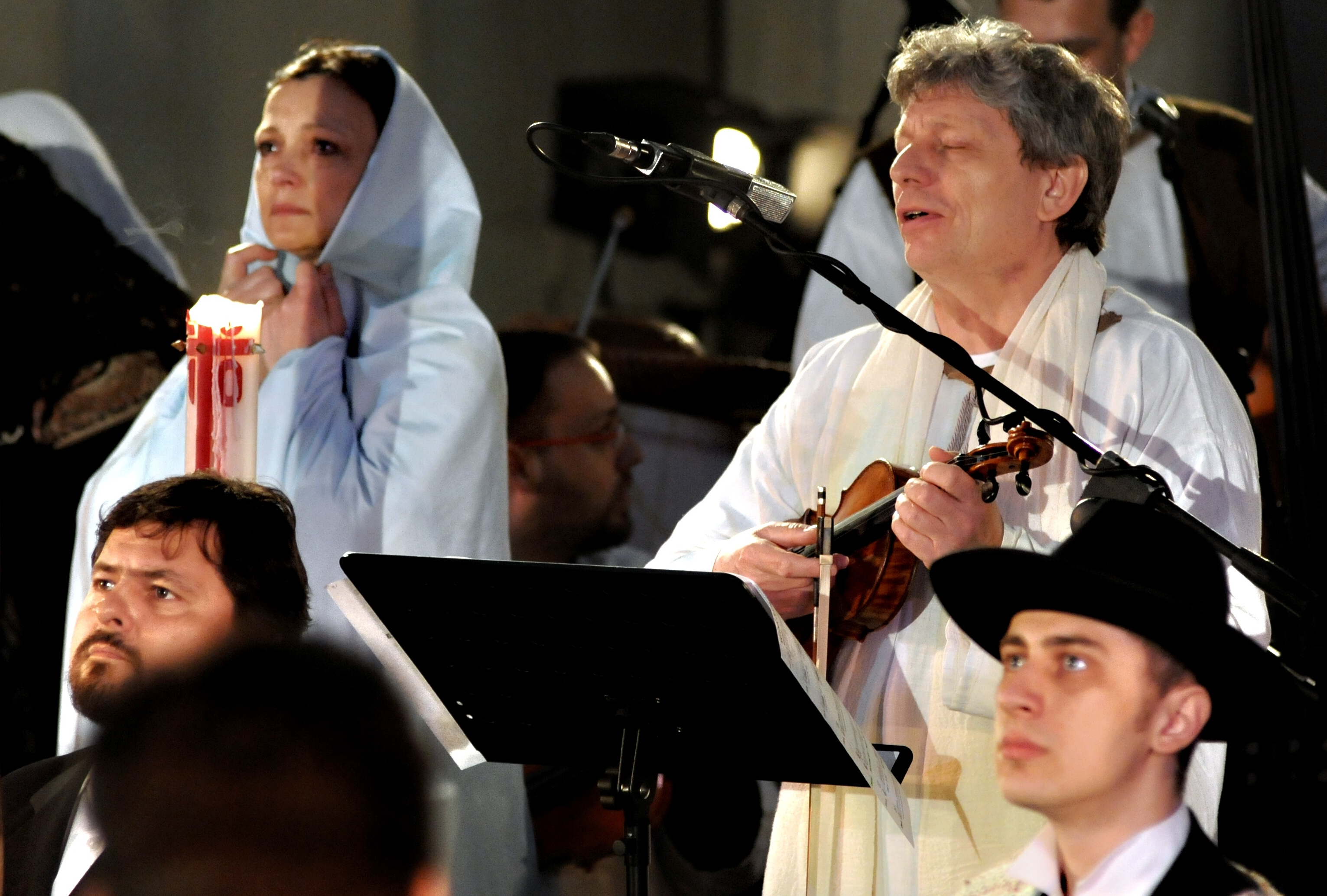
Bohumila Fišarová (Panna Maria) a Jiří Pavlica (Ježíš Kristus) v Evangeliu podle houslí (2011)

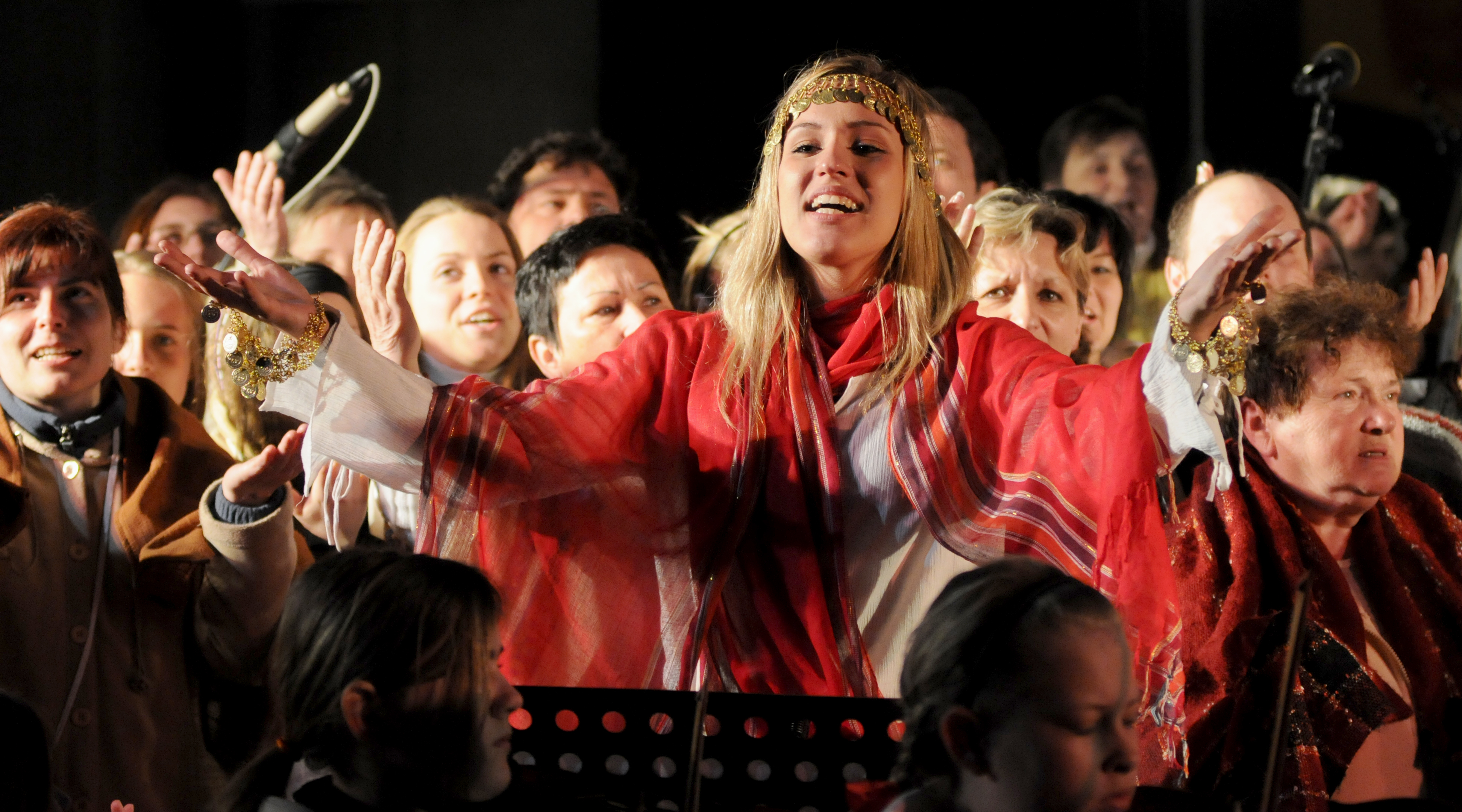
Simona Mrázová (Máří Magdaléna) v Evangeliu podle houslí (2011)

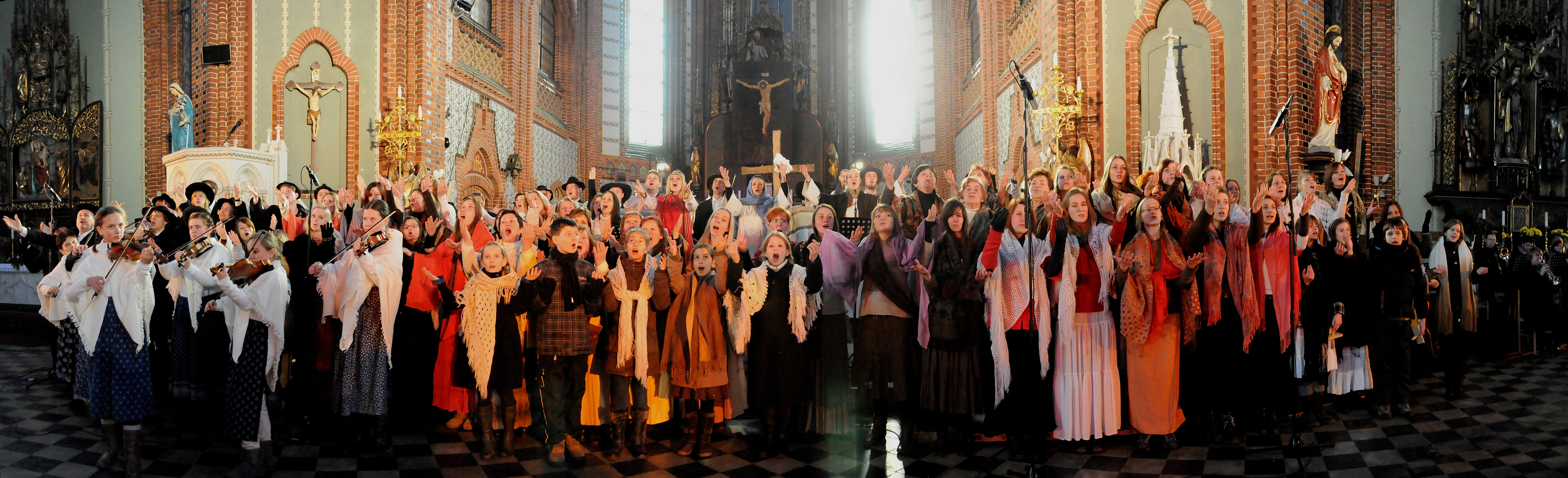
Evangelium podle houslí v Ludgeřovicích (2013)

Evangelium podle houslí je název velikonočního oratoria, jehož autorem je český hudební skladatel Pavel Helebrand. Oratorium psal v letech 1997–2001. Poprvé bylo uvedeno 12. září 2001 v bazilice na Svatém Kopečku u Olomouce.

## Inspirační zdroje
Název Evangelium podle houslí postihuje hlavní inspirační zdroje díla – evangelia Nového zákona a moravskou lidovou hudbu, s níž jsou housle a hudci nerozlučně spjati. Dalším důležitým zdrojem inspirace jsou pašijové hry; na rozdíl od nich však dílo nezachycuje pouze poslední události Ježíšova života, ale události provázející celé jeho veřejné působení. Použitím slova evangelium, jehož původní význam je radostná zvěst, je tedy zároveň kladen důraz na radostné poselství, o jehož vyjádření šlo autorovi především. V širším kontextu autorovy tvorby velikonoční Evangelium podle houslí volně navazuje na vánoční oratorium Jezulátko. Jezulátko vypráví o narození Ježíše Krista, Evangelium o jeho životě smrti a vzkříšení. Obě díla jsou polysouborová, hudebně jsou propojena motivicky, jejich libreta jsou ve veršovaném lidovém jazyce a jejich blízkost je patrná i ze scénického provedení – účinkují děti, studenti, dospělí i senioři, profesionálové i amatéři, účastní se živá zvířata a obecenstvo se zapojuje zpěvem.

## Obsah a forma
Ve 44 epizodách sledujeme události života Ježíše Krista od sbírání apoštolů a křtu u Jordánu až po odsouzení, ukřižování a zmrtvýchvstání. Tyto epizody mají podobu různých hudebních, dramatických a obřadních forem. Jsou to balady, v nichž se může přidat ke zpěvu i obecenstvo, nebaladické písně, mluvené či skandované scény, halekačky, nářky nad mrtvými, objeví se i němý výjev doprovázený instrumentální hudbou. Všechny tyto formy jsou po hudební stránce instrumentačně a tematicky provázány, takže dohromady tvoří souvislý celek.

## Obsazení
Z lidové tradice (zvláště tradice pašijových her) vychází také autorova představa o veřejném provozování díla. Evangelium podle houslí má být uváděno v období Velikonoc v křesťanském chrámu a na jeho provedení se mají podílet umělecké soubory působící na daném místě. Jedná se tedy o dílo polysouborové, v jehož partituře jsou uvedeny tyto druhy souborů: cimbálová muzika (primáš představuje Ježíše Krista, ostatní muzikanti apoštoly), smíšený pěvecký sbor (může jít o několik sborů spojených dohromady), dětská hudecká či cimbálová muzika, dechovka a komorní smyčcový orchestr. Kromě Ježíše Krista je v díle ještě několik zpívaných a mluvených sólových rolí (například Máří Magdaléna, Lazarova sestra, zákoníci, apoštol Petr, apoštol Jidáš, Jan Křtitel, Pilát Pontský, ďábel, člověk mizerný, z krvotoku uzdravená). Tyto role mohou ztvárnit buď vybraní členové účinkujících pěveckých sborů, nebo speciálně přizvaní zpěváci a herci.

## Olomoucké nastudování
První nastudování díla realizoval Pavel Helebrand spolu s dramaturgyní Terezou Pogodovou v letech 2000–2001 v Olomouci. Důvodem pro volbu tohoto místa byla především možnost uvést Evangelium v takřka ideálním prostředí – poutní bazilice na Svatém Kopečku, a to díky zájmu a podpoře zdejšího faráře Jakuba Karla Berky. Zároveň se ukázalo, že v Olomouci a jejím okolí je možné najít většinu potřebných hudebních souborů. V olomouckém nastudování účinkovaly: Pěvecký sbor Gymnázia v Olomouci-Hejčíně, pěvecký sbor Collegium vocale, dětský folklorní soubor Dunaječek, hanácká dechovka Příkazanka a Komorní orchestr Iši Krejčího. Jako Ježíš a jeho apoštolové vystoupili Jiří Pavlica a muzika Hradišťan. Ukázalo se totiž, že roli Ježíše Krista musí ztvárnit člověk, který je nejen dobrým muzikantem, ale i výraznou osobností, k níž lidé přirozeně cítí lásku a úctu. Dirigoval Pavel Helebrand. Olomoucké nastudování Evangelia bylo v bazilice na Svatém Kopečku uvedeno 12. a 13. září 2001.

## Pouť na Svatou Horu
Při uvedení díla v bazilice na Svatém Kopečku zrealizovali inscenátoři i jeho první část – Pouť na Svatou Horu. Diváci se poutní alejí, jež vede od úpatí kopce ke vchodu do baziliky, ubírali vzhůru spolu s Ježíšem (Jiřím Pavlicou), který cestou během krátkých zastavení sbíral apoštoly (členy muziky Hradišťan) a setkával se i s dalšími postavami příběhu – zákoníky, Lazarovou sestrou či Máří Magdalénou. Poslední zastavení pouti bylo u Jana Křtitele, který ve vchodu do baziliky vyzýval diváky, aby "prošli vodou z Jordána" a vstoupili dovnitř.

## Ostravské nastudování
Druhé nastudování díla iniciovala Ilona Kučerová. Tato ostravská pořadatelka, v jejíž produkci se v letech 2005–2012 hrály v Ostravě Helebrandovy Jesličky svatého Františka, projevila v roce 2008 zájem doplnit tuto vánoční hru inscenací, která by byla uváděna v období Velikonoc. Do ostravského nastudování Evangelia se v průběhu času zapojily tyto hudební soubory: Operní studio NDM, Pěvecký sbor města Klimkovic, Vysokoškolský pěvecký sbor Ostravské univerzity, Pěvecký sbor Gymnázia v Olomouci-Hejčíně, Zašovský chrámový sbor, Proměny Prostějov, dětské hudecké muziky Iskérka a Trnečka, dechový a smyčcový soubor Janáčkovy konzervatoře a gymnázia v Ostravě a komorní orchestr Musica Opavia. Ježíše Krista a apoštoly ztvárňují i nadále Jiří Pavlica a muzika Hradišťan. Diriguje Petr Šumník. Ostravské nastudování Evangelia mělo premiéru 2. dubna 2009 v katedrále Božského Spasitele v Ostravě. Od té doby zde bylo uvedeno ještě několikrát, vždy ve velikonočním období. Navštívilo i kostel sv. Mikuláše v Ludgeřovicích (2013), kostel Panny Marie Sněžné v Olomouci (2016) a kostel Nalezení sv. Kříže v Litomyšli, kde bylo uvedeno v rámci 60. ročníku festivalu Smetanova Litomyšl (2018). 